# Saint-Michel-de-l'Attalaye
Saint-Michel-de-l'Attalaye, in creolo haitiano Sen Michèl Latalay, è un comune di Haiti facente parte dell'arrondissement di Marmelade nel dipartimento dell'Artibonite.